# !Kung Ekoka
El !Kung Ekoka (!Xuun Ekoka, Ekoka-!Xû 0 !Kung-Ekoka) o !Xuun occidental (Ju norte-central) es una variante del grupo de dialectos del idioma !Kung hablado originalmente en el área de la frontera central de Namibia-Angola, al oeste del río Okavango, aunque desde la guerra civil de Angola también se habla en Sudáfrica.

## Dialectos
Heine y Honken (2010) sitúan a Ekoka en la rama noroccidental de ǃXuun (ǃKung), donde Ekoka es equivalente a la rama occidental. Distinguen tres variantes:
- ǃXuun occidental (Kung-Ekoka)
  - Tsintsabis (nativamente ǃxūún; hablado en Tsintsabis, distrito de Tsumeb, Norte de Namibia).
  - |Akhwe (nativamente ǃxūún, ǃxòān ǀʼākhòè  'ǃXuun Kwanyama'; hablado en Eenhana, Norte de Namibia).
  - [sin nombre] (nativamente ǃxūún, ǃxòān ǃʼālè 'ǃXuun del valle'; hablado en el distrito de Eenhana, Norte de Namibia).

Sands y otros lo sitúan en su propia rama, a la que llaman Ju norte-central:
- Ju norte-central (Namibia, entre el río Ovambo y la frontera angoleña, alrededor de los afluentes del río Okavango al este de Rundu hasta el salar de Etosha).
  - Tsintsabis
  - ǀʼAkhwe
  - Okongo
  - Ovambo
- *Mpunguvlei

Tsintsabis podría ser realmente el !Kung central.

## Escritura
La lengua ǃKung Ekoka  usa una forma do alfabeto latino sin las letras F, J, Q, R, V. Se usan 45 combinaciones de 2 o 3 de las otras letras y hay 56 símbolos para los clics.

## Tipología
Lingüísticamente, ǃKung es generalmente denominada como lengua aislante, lo que quiere decir que los significados de las palabras se cambian al agregar otras palabras separadas, en lugar de agregar afijos o cambiar la estructura de las palabras. Existen algunos sufijos, como por ejemplo, los plurales distributivos se forman con el sufijo sustantivo -si o -mhi, pero el significado principal se da solo por una serie de palabras en lugar de por agrupación de afijos.
ǃKung no distingue ningún plural formal, y los sufijos -si y -mhi son opcionales. El orden de las palabras de una frase es adverbio-sujeto-verbo-objeto, y en esto es similar al español: 'la serpiente muerde al hombre' está representado por ǂʼaama nǃei zhu (ǂʼaama - serpiente, nǃei - morder, zhu - hombre). El ǃKung-ekoka usa contornos de tonos de palabras y oraciones, y tiene un vocabulario bien diferenciado para los animales, plantas y condiciones nativas del desierto de Kalahari, donde se habla el idioma. Por ejemplo, el género de plantas Grewia se reconoce por cinco palabras diferentes, que representan cinco especies diferentes de este género.